# Kodagihalli, Alur
Kodagihalli là một làng thuộc tehsil Alur, huyện Hassan, bang Karnataka, Ấn Độ.